# Гингам (тканина)
Гингам (енгл. gingham) је тканина од памука или мешавине памука и неког другог материјала. Направљена је најчешће од предива у две боје, тканог обичним ткањем. На овај начин добија се препознатљиви „каро” или „коцкасти” дезен. Најпопоуларније комбинације боја су црвено-бел и плаво-бела. Дезен може бити у разним величинама, а реверзибилан је, односно исти с лица и с наличја. Гингам је популарна тканина због ниске цене и лакоће израде. Најчешће се користи за израду столњака и других тканина за покућство (завесе, салвете...) за , али је кроз историју био чест дезен и на одевним предметима (хаљине, кошуље).
Осим што је постао готово симбол за столњаке и неизоставни дезен у уређењу кухиње, гингам се данас користи за стварање носталгичне атмосфере, а у модној индустрији углавном се везује за одећу за младе.
Уобичајени назив за овај дезен у француском и немачком језику је виши (фр. vichy), док се у српском језику овакво платно најчешће назива канафас, мада се овај назив бише односи на врсту платна, а не на дезен.
Гингам платно може бити и пругасто, али се у култури појам најчешће односи на карирани дезен.

## Етимологија
Постоји неколико теорија о настанку речи гингам. Према једној од њих, настала је од малајске речи „genggang“, што значи „пругаст“, која је прешла на холандски језик као „гинганг“ да би у енглеском добила облик „гингам“. Према другој теорији, дезен је добио име према француском граду Генган (фр. Guingamp), где је настао. Међутим, у Француској се овај дезен назива „виши“ и Французи тврде да је заправо настао у Вишију и по њему добио име.

## Израда и изглед тканине
Гингам платно најчешће се израђује од финог или средње финог предива различитог квалитета. Првобитно је ткано искључиво од природних материјала (памук, лан), али се данас израђује и од вештачких. У Јапану се гингам и данас производи од 100% памучног предива, што се може рећи за већину других земаља. Основа и потка су идентичне - наизменичне пруге сваке од две боје, једнаке ширине (броја нити). Комбинације боја су углавном плаво-бела или црвено-бела, али се прави и у свим другим бојама, најчешће у комбинацији са белом. Коцке настају преклапањем ових пруга и могу бити од сасвим ситних, до веома крупних. Предиво се боји пре ткања, па се добија се тканина идентичног лица и наличја. На сличан начин израђују се и пругасти дезени.
Гингам је прозрачна тканина која варира од средње лагане до лагане. Једноставна израда чини је јефтином и економичном.

## Историја
Многи народи тврде да је гингам уткан у основ њихове сопствене историје и културе текстила. Разлози његове широке употребе у целом свету су ти што је јефтин за производњу, лак за одржавање (прање), издржљив и једноставног дизајна. 
- У Индији се пешкир од гингама (гамуша) користи за брисање тела умрлог.
- У Индонезији симболизује битку између добра и зла, а контрастне боје представљају овај однос.
- У Јапану овај дезен такође има духовну симболику. Тканина се користила за омотавање статуа умрле деце.
- Афричко племе Масаи хиљадама година користи овај дезен и он је део традиционалне народне ношње.
- У Камбоџи тканина са гингам дезеном (крама) има много примена, од декоративне до практичне.
- У западној култури (Европа и Сједињене Америчке Државе) гингам дезен има дугу традицију. Осим столњака, на које прво асоцира, веома је присутан и на модним пистама.[1] Немци тврде да потиче из Баварске, Италијани да му је порекло са севера Италије, а Французи га зову „Виши“, јер сматрају да је пореклом из истоимене регије. У Америци се тврди да гингам не може бити „америчкији”, али је заправо увожен много пре него што је локално произведен.[7]

### 17. век
Реч „гингам” први пут се у енглеском језику појављује 1615. године. Била је то пругаста тканина од памука која се у Европу и Америку увозила из Индије и Индонезије. Ове земље су се истицале у бојењу текстила јер су имале велики избор биљака од којих се могу правити јарке природне боје, међу којима су најпознатије: рубиа (Rubia tinctorum), биљка из рода броћа која даје живописни јаркоцрвени пигмент, куркума (Curcuma longa) од које се прави светло жута боја и индиго (Indigofera tinctoria) за тамно плаву. Зато је било лако произвести тканине привлачних, јарких боја. Године 1600. краљица Елизабета I дозволила је Источноиндијској компанији (East India Company) монопол на трговину између Енглеске и Далеког истока. Холандија, Француска и Данска  оснивају сличне источноиндијске компаније. Током 17. века Источноиндијска компанија редовно испоручује мале количине тканина јарких боја у Енглеску.

### 18. век
Средином 18. века фабрике текстила на северу Енглеске почињу да производе једноставну двобојну карирану памучну тканину од увозног памука и боја. У Америци се основане и фабрике памука, које производе гингам од свог памука. Тада ова тканина одмах постаје популарна у обе земље, као и широм Европе. Енглески произвођачи су, под утицајем тартана, предност су дали карираном у односу на пругасти дезен.
У другој половини 18. века фабрике текстила у Манчестеру и на југу Сједињених Америчких Држава почеле су да производе гингам, што је помогло јачању економија обе земље.

### 19. век
До 1858. Велика Британија производи „индијски“ текстил у локалним фабрикама за прераду памука, а за бојење користи новоразвијене синтетичке боје, што је довело до гашења Источноиндијске компаније. До 1862. године Индија је обезбеђивала седамдесет посто сировог памука који се прерађивао у Великој Британији.
У Француској овај дезен улази на тржиште конфекције као виши дезен. Виши се користи и код уређења дома и врло брзо постаје популаран дезен за стварање „домаће атмосфере”. Ову „домаћинску” слику преузимају ресторани у Паризу и другим великим градовима, који почињу да служе једноставну домаћу храну.
У Америци гингам постаје популаран од средине 19. века. Користи се за одећу и покућство. Америка производи сопствени памук, а локалне фабрике производе тканину и боје. Гингам се сматра јефтиним и патриотским избором. Од њега се израђује одећа за мушкарце, жене и децу, а при томе подстиче домаћу економију. Широм Европе и Америке од практичних тканина као што су калико или гингам користе се за дечју летњу одећу, са зимском верзијом која се израђује од вуне.

### 20. век
Почетком 20. века тканина од гингама постаје изузетно популарна за израду свакодневне дечје одеће и школских униформи. После рестриктивное викторијанског доба деца у Великој Британији поново могу да носе јарке и веселе боје. Такође, у годинама после Првог светског рата ове приступачне тканине омогућавају људима да прате моду и купују јефтину конфекцијску одећу. Гингам постаје све популарнији и у Америци, посебно међу младима.
Средином 20-их технолошке иновације у домаћинству доносе нове трендове за уређење кухиње. Дизајн ентеријера ушао је у све домове. Чак и обични људи могу да приуште украшавање животног простора, али у једноставнијем, мање помпезном стилу у поређењу са предратним модним трендовима. Кухиња, на коју се раније гледало као на радну просторију, сада може да буде елегантна и удобна уз светле, једноставне боје и издржљиву тканину, једноставну за одржавање.
Тридесетих година у Европи и Америци у моду улази одмор на ривијери. Холивудске звезде парадирају у шорцевима, Блузама и купаћим костимима од гингама, а мање богате жене могу их сашити и саме, по лако доступним кројевима.
Једноставне тканине као што је гингам карактеристичне су за 40-е. Штедња због Велике депресије и рата подстиче једноставнији стил одевања. Популаризацији доприноси и филм Чаробњак из Оза из 1939. године, у коме главни лик, Дороти (глуми је Џуди Гарланд) носи управо хаљину од плаво-белог гингама.
У Америци гингам постаје симбол носталгије, а повезан је и са патриотском носталгијом из ранијих времена, обзиром да је био део текстилне индустрије која је допринела напретку америчке привреде. Зато педесетих година управо овде постаје све популарнији, чему су додатно допринели популарни филмови и мјузикли у којима је коришћен као део сценографије и костимографије, доприносећи на тај начин стварању слике сигурног живота, сеоске идиле и старомодне сексуалности која не угрожава. Дорис Деј, „професионална девојка из комшилука”, постаје икона ове слике. У послератном периоду жене се подстичу да се врате старомодним вредностима и домаћинству, док мушкарци привређују: „Даме, заведите свог савршеног мушкарца женственим гингхамом израђеним код куће. Одбаците моду и вратите се у здрав 19. век”. Такође га воле и млади људи. Популаран постаје рокабили стил, који се развија под утицајем country n’ western-а и rock n’ roll-а. Мушке кошуље од гингамa носиле су жене, често везујући крајеве кошуље како би фармеркама дале што женственији изглед. У то време и Мерилин Монро је носила такве кошуље.
У међувремену, у Паризу се 1959. Брижит Бардо удаје за глумца Жака Шаријеа (Jacques Charrier) у венчаници од ружичасто-белог гингама креатора Жака Естерела (Jacques Estérel). Ово је био велики медијски догађај који је гингам, односно француски виши, учинио глобално популарним и модерним. Брижит Бардо је готово сама овом класичном дезену донела француски гламур. Осим ње овај дезен често носе и друге холивудске звезде и познате жене, међу којима су Одри Хепберн, Грејс Кели, прва дама америке Џеки Кенеди и друге. Шездесетих година Европска мода поново почиње да доминира, а гингхам је такође део новог стила. Слично као и 20-их, јарке и смеле боје и геометријски узорци сматрају се модерним и младалачким не само за жене, већ и за мушкарце. Мушке кошуље од гингама постају веома популарне. Тако Шон Конери носи такве кошуље у филмовима Из Русије с љубављу (1963) и Операција Гром (1965). Шездесете су биле доба у ком су у култури доминирали младих, а гингам дезен је повезаности са децом и младошћу.
Седамдесетих година гингам стагнира као модни дезен, али су кошуље од гингама, нарочито у комбинацији са џинсом, и даље популарне код оних који преферирају природан, опуштен стил. Следећих неколико деценија гингам излази из моде.

### 21. век
У 21. веку гингам излази из моде и враћа се, али ће заувек бити повезан носталгијом и младошћу. Углавном се користи за ретро креације, које подражавају 60-е, рокабили стил, а у Јапану гингам доминира у супкултури омладинског модног стила Country Lolita. Фудбалски клуб Манчестер јунајтед недавно је лансирао службени дрес са горњим делом инспирисаним гингамом од рециклираног полиестра. Овај потез је својеврсни омаж индустријској прошлости Манчестера 18. века и одражава британски однос према индустријском наслеђу.
Гингам и даље остаје популаран. Осим што је један од најпожељнијих дезена у уређењу дома и даље остаје пожељан међу модним креаторима. На лондонској недељи моде, у колекцијама за пролеће/лето 2020. гингам дезен био је један од водећих.

## Употреба
Гингам је популаран дезен како за одећу, тако и за уређење дома. Често се виђа на модним пистама, на хаљинама, пелеринама, јакнама, кошуљама, купаћим костимима и другим деловима одеће. Користи се такође и за различите детаље јер се добро комбинује са другим дезенима (џепне марамице, шалови, траке за косу).
Класични гингам дезен добро изгледа у сваком дому. Користи се за шивење столњака, завеса, пресвлака за столице, понекад и постељине која одише носталгичним шармом. Карирани дезен делује неутрално, тако да може допунити готово сваки ентеријер.
Гингам је постао најпримењивији дезен свих времена. Данас се користи на разним категоријама производа, укључујући намештај, посуђе, украсе, детаље на забавама, одећу, обућу и још много тога.
Ову јефтину тканина, поред муслина, истог изгледа с обе стране радо користе кројачи током процеса креирања или преправљања модела.
- Гингам као заштитни знак популарних француских грицкалица
- Гингам је чест дезен на амбалажи прехрамбених производа декларисаних као домаћих
- Паковање чери парадајза у Јапану
- Завесе од гингама у комбију, популарном возилу међу младима 70-их
- Играчка од гингама из 70-их